# 대착파파거유학
《대착파파거유학》(带着爸爸去留学)은 2019년 방송되었던 중국의 드라마이다.

## 소개
- 아버지와 아들이 미국으로 유학을 가게 되면서 벌어지는 일을 다룬 가족 드라마

## 등장 인물
- 쑨훙레이 - 황청동 역
- 신즈레이 - 린사 역
- 투쑹옌 - 무한상 역
- 쩡순시 - 황샤오동 역
- 장의의 - 무단단 역
- 류민타오 - 리우뤄위 역
- 양러 - 손탁비 역
- 탄젠츠 - 천카이원 역